# Vanalõve
Vanalõve (ook wel Vana-Lõve, Duits: Alt-Löwel) is een plaats in de Estlandse gemeente Saaremaa, provincie Saaremaa. De plaats heeft de status van dorp (Estisch: küla) en telt 33 inwoners (2021).
Tot in oktober 2017 behoorde Vanalõve tot de gemeente Valjala. In die maand werd Valjala bij de fusiegemeente Saaremaa gevoegd.
Vanalõve ligt aan de rivier Lõve.

## Geschiedenis
Lõve, de voorloper van Vanalõve, is in de middeleeuwen ontstaan als landgoed onder het prinsbisdom Ösel-Wiek. In 1438 werd het genoemd als Gut Lovele. Na de ontbinding van het prinsbisdom in 1560 werd Löwel (Lõve) gesplitst in Alt-Löwel (‘Oud-Löwel’, Vana-Lõve) en Neu-Löwel (‘Nieuw-Löwel’, Estisch: Uue-Lõve, sinds 1920 Väljaküla). Alt-Löwel was een kroondomein en viel achtereenvolgens onder de koning van Denemarken (1561), de koning van Zweden (1645) en de tsaar van Rusland (1710).
In 1945 werden twee dorpen op het voormalige landgoed, Silla en Kase, samengevoegd. Het dorp Kase-Silla werd in 1977 omgedoopt in Vanalõve.